# Pontus Dahlberg
Pontus Dahlberg (Älvängen, 21 de enero de 1999) es un futbolista sueco que juega en la demarcación de portero para el IFK Göteborg de la Allsvenskan.

## Selección nacional
Tras jugar con la selección de fútbol sub-17 de Suecia, sub-19 y la sub-21, finalmente el 7 de enero de 2018 hizo su debut con la selección absoluta en un encuentro amistoso contra Estonia que finalizó con un resultado de empate a uno tras los goles de Henri Anier por parte de Estonia, y de Kalle Holmberg para el combinado sueco.

## Clubes
| Club                            | País         | Año       | Partidos | Goles |
| ------------------------------- | ------------ | --------- | -------- | ----- |
| IFK Göteborg                    | Suecia       | 2015-2017 | 33       | 0     |
| Watford F. C.                   | Inglaterra   | 2018      | 0        | 0     |
| IFK Göteborg (cedido)           | Suecia       | 2018      | 14       | 0     |
| F. C. Emmen (cedido)            | Países Bajos | 2020      | 0        | 0     |
| BK Häcken (cedido)              | Suecia       | 2020-2021 | 26       | 0     |
| Doncaster Rovers F. C. (cedido) | Inglaterra   | 2021-2022 | 20       | 0     |
| Gillingham F. C. (cedido)       | Inglaterra   | 2022      | 6        | 0     |
| IFK Göteborg                    | Suecia       | 2022-     | 33       | 0     |